# Troupe de La Monnaie en 1753

## Composition de la troupe duThéâtre de la Monnaieen1753
L'année théâtrale commence le 24 avril 1753 et se termine le 2 mars 1754.
| Acteurs et chanteurs          | Actrices et chanteuses  |
| ----------------------------- | ----------------------- |
| Babron                        | Agathine                |
| D'Argens                      | Deschamps               |
| Derigny                       | Destrelle               |
| D'Hannetaire                  | D'Hannetaire            |
| Dubois                        | Eugénie D'Hannetaire    |
| Dufresne                      | Durancy                 |
| Durancy                       | Céleste Durancy         |
| Gourville                     | Gourville               |
| Julien                        | La Chaussée             |
| Villeneuve                    | Le Brun                 |
|                               | Léonice                 |
|                               | Rosalide                |
|                               | Sophie Lothaire         |
| Danseurs et figurants         | Danseuses et figurantes |
| La Comme, maître des ballets  | Châteauneuf             |
| Julien                        | Gourville               |
| Le Maire                      | Grégoire                |
| Babron                        | Agathine                |
| Jouardin                      | Dubuisson               |
| Piévot                        | Dubreuil                |
| Vanderlinden                  | Le Brun                 |
| Villeneuve fils               | Manuel                  |
|                               | Sophie Lothaire         |
| Orchestre                     | Autre personnel         |
| Langellery, maître de musique | Aman, concierge         |
| Bauwens                       | Bruère, copiste         |
| de Burbure                    | Desbordes, souffleur    |
| Cardon                        | Dubois, contrôleur      |
| Fauconnier                    | de Fonpré, caissier     |
| Godecharles                   | Galliez, portier        |
| Lartillon                     | Kerckove, machiniste    |
| Lœillet                       |                         |
| Partazi                       |                         |
| Vandenhouten                  |                         |
| Vanderhagen                   |                         |
| Van Maldere                   |                         |
| Vicedomini                    |                         |

### Source
- Almanach historique et chronologique de la Comédie Françoise à Bruxelles, 1754.